# Serena Autieri
Serena Autieri (Napoli, 4 aprile 1976) è un'attrice, cantante e conduttrice televisiva italiana.

## Biografia
Nata nel quartiere di Soccavo a Napoli. È figlia di un papà ingegnere e mamma orafa. Serena ha due fratelli più grandi: Carmine e Liana. Fin da bambina studia danza classica, canto e recitazione. Nel 1997 incide il suo primo album intitolato Anima soul. Diplomatasi all'Istituto d'arte di Napoli, frequenta la facoltà di architettura dell'Università Federico II, intraprendendo contemporaneamente la sua carriera di attrice e recitando in diversi spettacoli teatrali e, per questo motivo, non arriva a prendere la laurea in architettura.
Nel 1997 canta la sigla del concerto di Bologna in onore di papa Giovanni Paolo II. Dal 1998 al 2000 interpreta il ruolo della cantante Sara De Vito nella soap opera di Rai 3 Un posto al sole.
Nel 2001 ha affiancato come valletta Alberto Castagna nella conduzione del programma di punta di Canale 5 Stranamore.

Serena Autieri (a sinistra) come co-conduttrice di Sanremo 2003 insieme a Claudia Gerini, qui insieme alla vincitrice Alexia, ad Alex Britti (2º posto) e a Sergio Cammariere (3º posto).

Tra il 2001 e il 2002 è tra i protagonisti della prima e seconda serie di Vento di ponente, entrambe trasmesse da Rai Due. Ancora su Rai Due appare nella miniserie in quattro puntate, Tutti i sogni del mondo (2003), in cui è anche l'interprete della sigla. Nella stagione 2002-2003 è protagonista nel musical Bulli & Pupe, grazie al quale viene scelta, insieme a Claudia Gerini, da Pippo Baudo per affiancarlo nel Festival di Sanremo 2003. In seguito è protagonista, insieme a Massimo Ghini, del musical Vacanze Romane, diretto da Pietro Garinei, presentato in anteprima al Teatro Sistina a Roma il 17 febbraio 2003 e portato in tournée nella stagione 2004-2005.
Nel 2004, inoltre, per la grande cerimonia del Columbus Day di New York, rappresenta l'Italia con un concerto dal vivo al Manhattan Center. Nel cinema esordisce girando alcuni cortometraggi, tra cui Lupi (2001), diretto da Fabio Segatori. Nel 2004 gira il suo primo film intitolato Sara May, regia di Marianna Sciveres. Successivamente è protagonista di alcune miniserie TV: La maledizione dei Templari, regia di Josée Dayan e Callas e Onassis (2005), regia di Giorgio Capitani, entrambe del 2005 e L'onore e il rispetto (2006), diretta da Salvatore Samperi.
È stata protagonista, con il ruolo della professoressa Elisabetta Paliani, nel film Notte prima degli esami - Oggi (2007), diretto da Fausto Brizzi. Nel 2008 ritorna sul piccolo schermo come guest star della soap opera Agrodolce ed è protagonista del film TV di Canale 5, Dottor Clown, regia di Maurizio Nichetti. Nel 2009 è una dei protagonisti dei film L'ultimo crodino, con Ricky Tognazzi e Enzo Iacchetti. Inoltre appare su Canale 5 nella seconda stagione de L'onore e il rispetto. Nello stesso anno è impegnata al Teatro Sistina nello spettacolo Shakespeare in Jazz con Giorgio Albertazzi, spettacolo musicale già proposto nell'agosto del 2006 al Teatro romano di Verona e successivamente trasmesso su Rai Due nella trasmissione Palcoscenico. Sempre nel 2008 è in concerto all'Auditorium di Roma, accompagnata dal pianista Marco Di Gennaro, dove propone brani provenienti dal repertorio degli standard del jazz.
Nel 2009 canta Over the Rainbow al concerto di Natale al Teatro Massimo di Palermo. Nel gennaio del 2010 torna su Canale 5 con la miniserie in due puntate Nel bianco, regia di Peter Keglevic, tratta dal romanzo omonimo dello scrittore gallese Ken Follett e nel film di Neri Parenti, Natale in Sudafrica. Sempre nel 2010 è in concerto, con Canzoni dell'anima, al Teatro Petruzzelli di Bari, accompagnata dalla Italian Big Band.
Nel 2011 recita nel film Femmine contro maschi, diretto da Fausto Brizzi. Sempre nello stesso anno recita il ruolo di Sabina nella fiction TV Dov'è mia figlia?, regia di Monica Vullo. Nel 2012 partecipa al cortometraggio L'ultimo giro di valzer di Francesco Felli, nel ruolo della moglie di Francesco Montanari. Il lavoro affronta il complesso tema della SLA. Nello stesso anno viene invitata al Festival della Natura, evento dedicato alla riconciliazione dell'uomo con la natura, attraverso una serie di manifestazioni culturali. Inoltre presenta con Bruno Vespa l'edizione annuale del Premio Campiello ed è stata vittima del programma Scherzi a parte dove ha anche cantato con Luca e Paolo. Sempre nel 2012 partecipa, vincendo, al talent show di Rai 1 Tale e quale show nelle vesti di Barbra Streisand (prima puntata), Antonella Ruggiero (seconda puntata), Lady Gaga (terza puntata) e Loretta Goggi (quarta e ultima puntata). Dopo il grande successo del programma, Serena conduce sulle reti Rai Una voce per Padre Pio, con Massimo Giletti e Cantare è d'amore, con Amedeo Minghi.
A giugno 2012, presso l'aeroporto di Bresso, partecipa - alla presenza del Pontefice Benedetto XVI - a One world, family, love nell'ambito della Festa delle testimonianze. Nell'estate del 2012 è la conduttrice di Festival Show, diventando protagonista dell'evento di Radio Birikina e Radio Bellla & Monella che tocca le principali città del Nord Italia. Nell'autunno dello stesso anno partecipa a Tale e quale show - Il torneo, interpretando Céline Dion (prima puntata), Fiorella Mannoia (seconda puntata), Beyoncé (terza puntata). Nel 2013 è tra i protagonisti del film Il principe abusivo, per l'esordio alla regia di Alessandro Siani. Nel giugno dello stesso anno interpreta la moglie di Leonardo Pieraccioni nel cinepanettone Un fantastico via vai e un'aspirante showgirl in Sapore di te, l'altro cinepanettone di Carlo Vanzina.
Viene inoltre chiamata a doppiare Elsa, la regina delle nevi, nel nuovo musical animato targato Disney Frozen - Il regno di ghiaccio, di cui interpreta anche le canzoni. Tra novembre e dicembre partecipa nuovamente al programma Tale e quale show - Il torneo su Rai 1, in cui interpreta Lara Fabian, con la canzone Adagio (prima puntata), Mina, con la canzone Città Vuota (seconda puntata) e Madonna, con la canzone Like a Prayer (terza e ultima puntata).
Nel 2014, la Disney riconferma (attraverso anche il suo account Twitter) la sua voce sull'attrice Georgina Haig, nel ruolo di Elsa nella quarta stagione di C'era una volta, dando vita a una vera e propria rivoluzione nel doppiaggio con i talent, insieme a Serena Rossi, che ridoppierà Anna, interpretata dall'attrice esordiente Elizabeth Lail.
Nel 2016 entra a far parte del cast di Se mi lasci non vale, il nuovo film di Vincenzo Salemme. A giugno 2017 conduce il Concerto per l'Umbria a Spoleto, in collaborazione con il Rotary Club. Il mese successivo si esibisce con Andrea Bocelli a Orvieto4Ever Festival.
Nel 2018 partecipa a Celebrity MasterChef. Nel 2019 torna a doppiare Elsa in Frozen II - Il segreto di Arendelle, sequel del film del 2013. sempre nel 2018 si esibisce insieme all'Orchestra Sinfonica di Asti al teatro Alfieri di Asti.
A settembre 2019 canta con la Banda della Guardia di Finanzia in occasione della commemorazione di San Matteo, alla presenza del presidente della Repubblica, Sergio Mattarella. A novembre dello stesso anno conduce Prodigi - La musica è vita in collaborazione con Unicef. A ottobre del 2020 canta all'inaugurazione dell'Accademia per la Musica per la Andrea Bocelli Foundation.
Dal 28 giugno 2021 conduce di mattina su Rai 1 Dedicato. Il 12 luglio seguente insieme a Marco Lollobrigida conduce in prima serata su Rai 1 Notte azzurra - La vittoria per celebrare appunto il trionfo della Nazionale italiana di calcio all’Europeo. Il 25 dicembre dello stesso anno partecipa a Stanotte a Napoli di Alberto Angela. 
A settembre 2021 conduce dallo Sferisterio di Macerata E lucevan le stelle, serata di musica e solidarietà in collaborazione con la Andrea Bocelli Foundation.
Il 18 dicembre 2021, nella terza puntata della trasmissione Uà - Uomo di varie età, andata in onda su Canale 5, si esibisce duettando con Claudio Baglioni sulle note di Avrai
A ottobre del 2022 duetta con Renato Zero sul palco del Circo Massimo di Roma interpretando il brano Letti di Umberto Bindi.
Il 12 gennaio 2023 a Taranto porta in scena La Sciantosa Concerto accompagnata dall'Orchestra della Magna Grecia.
Ad aprile del 2023 si esibisce al teatro dell'Opera di Roma in occasione del 171° anniversario della Polizia di Stato.
A dicembre 2023 partecipa al Concerto Notte di Stelle al Teatro Petruzzelli di Bari.
Ad Aprile 2024 presenta e canta allo spettacolo in occasione del G7 tenutosi a Capri. A maggio 2024 canta, accompagnata dalla Banda musicale dell'Aeronautica Militare al Parco Archeologico del Colosseo nell'ambito di Melodie d'autore in una serata di maggio. 
Tra il 1 luglio 2023 e il 10 giugno 2025 segue il tour mondiale di nave Amerigo Vespucci esibendosi in vari porti di tutto il mondo: Los Angeles, Singapore, Tokyo, Abu Dhabi, Jeddah. In occasione del rientro del vascello in Italia, canta in prima assoluta mondiale “Meravigliosa”, inno del Vespucci composto appositamente da Vincenzo Incenzo e Maurizio Fabrizio ed eseguito da una formazione musicale composta da 250 elementi scelti fra le bande di Esercito, Marina, Aeronautica, Carabinieri e Guardia di Finanza.
Il 28 dicembre 2024 e il 4 gennaio 2025 conduce su Rai 1 il Festival del circo di Monte Carlo. 
Tra il 2024 e il 2025 è protagonista della fiction Rai “A casa di Papà” , prodotta dalla Eliseo Entertainment, per la regia di Tiziana Aristarco, a fianco di Fortunato Cerlino e Alessandro Tedeschi.
Dal 22 febbraio conduce Serenight, talk show in onda di sabato in seconda serata su Rai 1. A marzo conduce da piazza del Gesù, a Napoli, Je sto vicino a te forever, evento trasmesso poi da Rai 3 per i 70 anni che avrebbe compiuto Pino Daniele. Il 18 aprile 2025 inaugura come madrina il padiglione italiano dell'Expo di Osaka in Giappone, esibendosi nei giorni successivi anche presso l'ambasciata italiana di Tokyo. Il 2 giugno, in occasione della Festa della Repubblica, tiene un concerto presso la sede diplomatica di Addis Abeba in Etiopia.

## Vita privata
È stata sentimentalmente legata a Matteo Marzotto, Giovanni Malagò, Luca Capuano, Guido Maria Brera. Nel settembre 2010 ha sposato a Spoleto il manager Enrico Griselli che le ha fatto la proposta di matrimonio nel bosco sacro di Monteluco di Spoleto; nel 2013 hanno avuto una figlia, Giulia Tosca.

## Filmografia

### Attrice

#### Cinema
- Sara May, regia di Marianna Sciveres (2004)
- Notte prima degli esami - Oggi, regia di Fausto Brizzi (2007)
- L'ultimo crodino, regia di Umberto Spinazzola (2009)
- Natale in Sudafrica, regia di Neri Parenti (2010)
- Femmine contro maschi, regia di Fausto Brizzi (2011)
- L'ultimo giro di valzer, regia di Francesco Felli – cortometraggio (2012)
- Il principe abusivo, regia di Alessandro Siani (2013)
- Niente può fermarci, regia di Luigi Cecinelli (2013)
- Un fantastico via vai, regia di Leonardo Pieraccioni (2013)
- Sapore di te, regia di Carlo Vanzina (2014)
- Ambo, regia di Pierluigi Di Lallo (2014)
- Si accettano miracoli, regia di Alessandro Siani (2015)
- Mia moglie, mia figlia, due bebè (2016)
- Se mi lasci non vale, regia di Vincenzo Salemme (2016)
- Con tutto il cuore, regia di Vincenzo Salemme (2021)
- Tre sorelle, regia di Enrico Vanzina – film Prime Video (2022)
- The Christmas Show, regia di Alberto Ferrari (2022)

#### Televisione
- Un posto al sole – soap opera (1998-2000)
- Vento di ponente – serie TV (2002-2004)
- Tutti i sogni del mondo, regia di Paolo Poeti – miniserie TV (2003)
- La maledizione dei Templari, regia di Josée Dayan – miniserie TV (2005)
- Callas e Onassis, regia di Giorgio Capitani – miniserie TV (2005)
- L'onore e il rispetto – serie TV (2006-2009)
- La lance de la destinée, regia di Dennis Berry – miniserie TV (2007)
- Agrodolce – soap opera (2008)
- Dottor Clown, regia di Maurizio Nichetti – film TV (2008)
- Nel bianco (Eisfieber), regia di Peter Keglevic – miniserie TV (2009)
- Fratelli detective, regia di Rossella Izzo – miniserie TV (2011)
- Dov'è mia figlia?, regia di Monica Vullo – miniserie TV (2011)
- Mia moglie, mia figlia e due bebè, regia di Eugenio Cappuccio – film TV (2016)
- Camera Café – sitcom (2017)
- Un passo dal cielo – serie TV (2019)
- Illuminate: Renata Tebaldi, l'angelo della lirica, regia di Maria Tilli – docufilm (2020)
- Buongiorno, mamma! – serie TV (2021)

#### Videoclip
- Vuoto a perdere di Noemi, regia di Fausto Brizzi (2011)
- Se tu fossi qui di Noemi, regia di Claudio Zamarion (2014)

#### Pubblicità
- Mon Chéri (2006)
- Kimbo Caffè (2018-in corso)

## Doppiaggio

### Film
- Idina Menzel in Cenerentola

### Film d'animazione
- Elsa in Frozen - Il regno di ghiaccio, Frozen Fever, Frozen - Le avventure di Olaf, Ralph spacca Internet, Frozen II - Il segreto di Arendelle, Once Upon a Studio
- Narratrice in Walt Disney e l'Italia - Una storia d'amore

### Serie TV
- Georgina Haig in C'era una volta

## Programmi TV
- Napoli per Tirana (Rai 1, 1999)
- Stranamore (Canale 5, 2001) – valletta
- Festival di Sanremo (Rai 1, 2003)
- David di Donatello (Rai 1, 2004)
- Una notte a Sirmione (Rai 1, 2004)
- Premio Campiello (Rai 1, 2004-2005, 2011)
- Miss Italia (Rai 1, 2007) – giurata
- Tale e quale show (Rai 1, 2012) – concorrente
- Festival Show (Rai 2, 2012)
- Una voce per Padre Pio (Rai 1, 2012)
- Cantare è d'amore (Rai 1, 2012)
- Tale e quale show - Il torneo (Rai 1, 2012-2013) – concorrente
- Capodanno in musica (Canale 5, 2013)
- Techetechete' (Rai 1, 2015) – puntata 33
- NaTale e quale show (Rai 1, 2016) – concorrente
- Celebrity MasterChef Italia (Sky Uno, 2018) – concorrente
- Prodigi - La musica è vita (Rai 1, 2018-2019, 2021)[18]
- Dedicato (Rai 1, 2021-2022)
- Notte azzurra - La vittoria (Rai 1, 2021)
- Premio Bellisario (Rai 1, 2023)
- Unomattina Estate Show (Rai 1, 2023)
- Prix Italia (Rai 1, 2024)
- Festival internazionale del circo di Monte Carlo (Rai 1, 2024-2025)
- Serenight (Rai 1, 2025)
- Je sto vicino a te forever (Rai 3, 2025)

## Radio
- Serendipity (Rai Radio 2, 2021)

## Teatro
- Bulli & pupe, regia di Fabrizio Angelini (2002-2003)
- Vacanze romane, regia di Pietro Garinei (2003-2005)
- Shakespeare in jazz, regia di Giorgio Albertazzi (2006, 2009)
- Facce da teatro, regia di Giorgio Albertazzi (2007)
- Sogno di una notte di mezza estate, regia di Giorgio Albertazzi (2008)
- Rinaldo in campo di Garinei e Giovannini, regia di Massimo Romeo Piparo (2011)
- La sciantosa, regia di Gino Landi (2013-2018)
- Vacanze romane, regia di Luigi Russo (2015-2017)
- Diana & Lady D, regia di Vincenzo Incenzo (2017-2018)
- Ingresso indipendente di Maurizio de Giovanni (2017-2018)
- Rosso napoletano, regia di Vincenzo Incenzo (2017-2018)
- #LaSciantosa - La prima influencer, regia di Gino Landi (2018-2019)
- Rugantino, regia di Massimo Romeo Piparo (2018-2019, 2022-2023)
- La menzogna, regia di Piero Maccarinelli (2019)
- My Fair Lady, regia di A. J. Weissbard (2023-2025)
- La Serendipity (2024)

## Discografia

### Album in studio
- 1997 – Animasoul

### Singoli
- 1996 – Donna a metà
- 1997 – Una mente, un'anima
- 2014 – Let It Go (Multi Language Medley)
- 2015 – Un giorno perfetto (con Serena Rossi)

### Partecipazioni
- 2013 – AA.VV. Frozen (Original Motion Picture Soundtrack)
- 2014 – AA.VV. Let It Go - The Complete Set
- 2017 – AA.VV. Frozen - Le avventure di Olaf
- 2018 – AA.VV. Disney: The Platinum Collection - Volume 1
- 2018 – AA.VV. Disney: The Platinum Collection - Volume 2
- 2019 – AA.VV. Frozen II (Original Motion Picture Soundtrack)

#### Collaborazioni
- 2008 – Amedeo Minghi 40 anni di me con voi
- 2019 – Ron Lucio!!

## Riconoscimenti
- Nastri d'Argento 
  - 2011, premio Cusumano alla Commedia
- Italian Musical Award
  - 2016 – Migliore attrice protagonista per Vacanze romane
- Personalità Europea 
  - 2003 – Mirto d'Oro come attrice rivelazione dell'anno
- Premio Alberto Sordi
  - 2016
  - 2017 Premio Lunezia per il Musical "Diana e Lady D"
- Premio Flaiano sezione teatro[19]
  - 2004 – Premio per il musical per Vacanze romane
- Premio Massimo Troisi
  - 2004
- Premio Renato Rascel
  - 2019 – Gran Premio Interprete di Musical
- Premio Simpatia
  - 2011